# جوليان خواكيم
جوليان خواكيم (بالإنجليزية: Julian Joachim)‏ (20 سبتمبر 1974 ببيتربرة في المملكة المتحدة - ) هو لاعب كرة قدم بريطاني في مركز الهجوم. شارك مع منتخب إنجلترا تحت 18 سنة لكرة القدم ومنتخب إنجلترا تحت 19 سنة لكرة القدم ومنتخب إنجلترا تحت 21 سنة لكرة القدم. أما مع النوادي، فقد لعب مع أستون فيلا وكوفنتري سيتي وليدز يونايتد وليستر سيتي ونادي والسول وCoalville Town F.C. ‏ ونادي كينغز لين وهنكلي يونايتد ‏ وHolbeach United F.C. ‏ وQuorn F.C. ‏ وشبشيد دينامو ‏ وGNG Oadby Town F.C. ‏ ونادي بوسطن يونايتد ودارلينجتون إف سى.

## وصلات خارجية
- جوليان خواكيم على موقع قاعدة بيانات كرة القدم.إي يو (الإنجليزية)
- جوليان خواكيم على موقع Soccerbase.com (لاعب) (الإنجليزية)
- جوليان خواكيم على موقع عالم كرة القدم.نت (الإنجليزية)